# پارک ملی دره گلها
پارک ملی دره گلها در غرب هیمالیا برای علفزارها و گل‌های بومی و زیبایی بی نظریی که دارد مشهور است و در اوتاراکند قرار دارد علاوه بر طبیعت زیبا همچنین دارای کمیابترین حیوانات در حال انقراض است و در لیست محافظت میراث طیبعی یونسکو قرار دارد.حیواناتی نظیر خرس سیاه آسیایی و خرس قهوه‌ای و پلنگ در این منطقه وجود دارند و مساحت ان ۸۷٫۵۰ کیلومتر مربع است.